# A Sad Story with a Twist About Ten People and a Dog
A Sad Story with a Twist About Ten People and a Dog er en kortfilm instrueret af Kristian Hoeck og Emil Kahr Nilsson efter eget manuskript.